# Kansas City Bomber
Kansas City Bomber (bra: Brutal Beleza) é um filme de drama estadunidense de 1972 lançado pela Metro-Goldwyn-Mayer, e dirigido por Jerrold Freedman. É estrelado por Raquel Welch. Também marca uma das primeiras aparições de Jodie Foster no cinema.
Helena Kallianiotes foi indicada ao Globo de Ouro de melhor atriz coadjuvante em cinema.

## Elenco
- Raquel Welch como K.C. Carr
- Kevin McCarthy como Burt Henry
- Helena Kallianiotes como Jackie Burdette
- Norman Alden como "Horrible" Hank Hopkins
- Jeanne Cooper como Treinadora Vivien
- Richard Lane como Locutor Jen
- Jodie Foster como Rita
- Shelly Novack como Ben
- Russ Marin como Dick Wicks
- Bill McKinney como Buddy Taylor (sem créditos)

## Recepção
Roger Greenspun do The New York Times escreveu que: "Jerrold Freedman dirigiu Kansas City Bomber com foco em ação contundente e detalhes corajosos. Mas eu não acho que seu olho seja realmente afiado o suficiente ou rápido o suficiente ou mesmo aberto o suficiente... A única atuação incrível do filme vem de Helena Kailianiotes, como Jackie Burdette".